# Пјаноконте (Месина)
Пјаноконте је насеље у Италији у округу Месина, региону Сицилија.
Према процени из 2011. у насељу је живело 1082 становника. Насеље се налази на надморској висини од 284 м.